# Sakuraホライズン
「Sakuraホライズン」（サクラホライズン）は、日本の女性アイドルユニット・アイドリングNEOの楽曲。2014年4月2日にavex entertainmentからリリースされた、通算2作目のシングル。楽曲のプロデュースは、音楽プロデューサー・伊秩弘将が担当している。

## 背景
前作「mero mero」から約5ヶ月ぶりの2ndシングル。
2014年6月にユニットを卒業した後藤郁がアイドリングNEOとして、最後に参加したシングルである。また、同年7月にユニット名を「NEO from アイドリング!!!」と改名したため、アイドリングNEO名義での最後のシングルとなっている。レーベルの再編にともなって、avex entertainmentからの発売は本作で最後となり、次作の3rdシングル「キミといたナツ」からはavex traxからの発売となる。

## 制作
楽曲はデビューシングルから引き続き、伊秩弘将がプロデュース、佐久間誠が編曲を担当している。
タイトルナンバーの「Sakuraホライズン」は、歌詞にも含まれる｢桜｣と｢地平線(ホライズン)｣を合わせた造語で「未来に挑戦する気持ち、何事にも立ち向かっていく勇気などのポジティブな気持ち」を歌ったナンバーとなっている。カップリング曲も含め、春の風物詩である「卒業」「旅立ち」をテーマにしており、リリース同時期、実際に高校を卒業したメンバー伊藤祐奈・後藤郁・関谷真由と、中学を卒業したメンバー古橋舞悠・佐藤麗奈に想いを重ね合わせている。

## リリース
楽曲のシングル盤は、TYPE-A・B・Cの3形態でリリースされている。TYPE-AにはDVDが、TYPE-BにはBlu-ray Discが付属しており、それぞれ収録内容が異なる。全形態の初回生産分にはトレーディングカード（全7種からランダム1種）の封入特典が付く。ほか、「イベント参加券」が1枚封入されている。

## プロモーション
楽曲のプロモーションで、以下のメディアに出演した。
- ミューサタ（2014年3月7・14・21日、フジテレビ）
  - 春のスペシャル!（2014年4月12日）
- めざましテレビ（2014年4月3日、フジテレビ）

## アートワーク
シングル盤のジャケット写真は、TYPE-A・B・Cの3形態でそれぞれ異なるものが使用されている。3種類のジャケット写真では、いずれも中央部に桜を象った家紋のようなロゴがあしらわれている。
ジャケットアートでの衣装は、ファッションブランド『BACKS』とのコラボレーション。メンズライクなデザインが特徴で、ホワイトとデニムをメインとしたストリートカジュアルで都会的な雰囲気となっている。

## ミュージック・ビデオ
楽曲のリリースに先駆けて、ショートバージョンと2014年3月2日「アイドリングNEO単独公演」でのライブバージョンの2種が、YouTubeで無料公開されている。
TYPE-Bに付属するBDに収録されている「mero mero music video（ムキムキver.）」は、前シングル「mero mero」の発売に際して行われた、アイドリング!!!の21作目のシングル「シャウト!!!」との売上対決で敗れた際の公約であった罰ゲームとして、撮影・制作された。

## ライブ・パフォーマンス
発売記念イベント兼ねたミニライブが、以下の日時・場所で実施された。
- 「Sakuraホライズン」発売記念
2014年4月1日 池袋サンシャインシティ アルパB1噴水広場
2014年4月2日 ダイバーシティ東京プラザ2Fフェスティバル広場
2014年4月4日 アキバ☆ソフマップ1号店 8F
2014年4月5日 フジテレビ湾岸スタジオ1F 多目的スペース（握手会のみ）
2014年4月6日 トレッサ横浜 南棟1F センターガーデン

楽曲とカップリング曲「Someday, Somewhere」は、2014年3月2日にAKIBAカルチャーズ劇場で開催された「アイドリングNEO単独公演」にて先行披露された。他、以下のイベントに出演して、楽曲をライブ披露した。
- アイドリングNEO単独公演（2014年3月2日、AKIBAカルチャーズ劇場）
- 「Sakuraホライズン」公開リリースイベント（2014年3月8日、渋谷JOL原宿）
- DiverCity Idol Festival 2014（2014年3月14日、Zepp DiverCity）
- 秋フェス2014春

（2014年3月21日、AKIBAカルチャーズ劇場）
（2014年3月22日、フジテレビ本社屋）
- 春のPON!祭り（2014年3月29日、汐留・日テレプラザ）

## メディアでの使用
楽曲は以下のメディアで使用されている。
- フジテレビ『春フェス2014 5539フジテレビ』イメージソング
- フジテレビ系『奇跡体験!アンビリバボー』2014年4月〜6月度エンディングテーマ

## シングル収録トラック
| 全作詞・作曲: 伊秩弘将。 |                                      |           |            |          |      |
| #                        | タイトル                             | 作詞      | 作曲・編曲 | 編曲     | 時間 |
| 1.                       | 「Sakuraホライズン」                 | 伊秩弘将  | 伊秩弘将   | 佐久間誠 | 4:17 |
| 2.                       | 「突進少女」                         | 伊秩弘将  | 伊秩弘将   | 山田高弘 | 4:11 |
| 3.                       | 「Sakuraホライズン（Instrumental）」 | 伊秩弘将  | 伊秩弘将   |          | 4:17 |
| 4.                       | 「突進少女（Instrumental）」         | 伊秩弘将  | 伊秩弘将   |          | 4:08 |
| 合計時間:                | 合計時間:                            | 合計時間: | 16:54      |          |      |

| #  | タイトル                                   | 作詞 | 作曲・編曲 |
| -- | ------------------------------------------ | ---- | ---------- |
| 1. | 「Sakuraホライズン music video」           |      |            |
| 2. | 「Making of Sakuraホライズン music video」 |      |            |

| 全作詞・作曲: 伊秩弘将、全編曲: 佐久間誠。 |                                        |          |            |      |
| #                                          | タイトル                               | 作詞     | 作曲・編曲 | 時間 |
| 1.                                         | 「Sakuraホライズン」                   | 伊秩弘将 | 伊秩弘将   | 4:17 |
| 2.                                         | 「Someday, Somewhere」                 | 伊秩弘将 | 伊秩弘将   | 3:56 |
| 3.                                         | 「Sakuraホライズン（Instrumental）」   | 伊秩弘将 | 伊秩弘将   | 4:17 |
| 4.                                         | 「Someday, Somewhere（Instrumental）」 | 伊秩弘将 | 伊秩弘将   | 3:53 |
| 合計時間:                                  | 合計時間:                              | 16:25    |            |      |

| #  | タイトル                                  | 作詞 | 作曲・編曲 |
| -- | ----------------------------------------- | ---- | ---------- |
| 1. | 「Sakuraホライズン music video」          |      |            |
| 2. | 「Making of Sakuraホライズン jacket」     |      |            |
| 3. | 「mero mero music video（ムキムキver.）」 |      |            |